# Катаево (Челябинская область)
Катаево — село в Увельском районе Челябинской области России. Входит в состав Увельского сельского поселения.

## География
Село находится в восточной части Челябинской области, в лесостепной зоне, на расстоянии примерно 0,4 километра (по прямой) к северо-востоку от посёлка Увельского, административного центра района. Абсолютная высота — 233 метра над уровнем моря.
Часовой пояс
Село Катаево, как и вся Челябинская область, находится в часовой зоне МСК+2. Смещение применяемого времени относительно UTC составляет +5:00.

## Население
| 2002 | 2010 |
| ---- | ---- |
| 134  | ↗137 |

Гендерный состав
По данным Всероссийской переписи населения 2010 года в гендерной структуре населения мужчины составляли 48,2 %, женщины — соответственно 51,8 %.
Национальный состав
Согласно результатам переписи 2002 года, в национальной структуре населения русские составляли 96 %.

## Улицы
Уличная сеть села состоит из трёх улиц.